# Voltairine de Cleyre
Voltairine de Cleyre (17 de novembre del 1866 - 20 de juny del 1912) fou una escriptora anarquista i feminista de nacionalitat nord-americana. Fou una prolífica escriptora i oradora que s'oposava a l'estat, al matrimoni i al domini de la religió en la vida sexual i quotidiana de les dones. Va començar la seva carrera activista basant-se en la filosofia del lliure pensament.

## Biografia
Nascuda en una família d'origen francès, filla d'Auguste de Cleyre, lliurepensador i gran admirador de Voltaire durant gran part de la seva vida.
A partir de 1880 es veurà fortament influïda per Thomas Paine i sobretot per Mary Wollstonecraft, així com per Henry David Thoreau, Big Bill Haywood, Clarence Darrow, i més tard per Eugene V. Debs. Després dels successos de Haymarket de l'estiu de 1886, es decantà cap a l'anarquisme, i col·laborà amb Benjamin R. Tucker en el seu periòdic Liberty.
Durant el seu període individualista, Voltairine de Cleyre no va rebutjar el treball assalariat per se, però es va oposar al «privilegi governamental atorgat al capital», que crea una «condició de perpètua submissió al salari», perquè ella creia que una veritable lliure competència implicava «l'oportunitat per treballar per a si mateixos», on es poguessin «capitalitzar els propis productes».
El 12 de juny de 1890 té un fill, Harry, engendrat amb el lliurepensador James B. Elliot.
En el seu assaig In Defense of Emma Goldman and the Right of Expropriation (En defensa d'Emma Goldman i del dret d'expropiació, de 1894), s'identifica ja amb el anarcoindividualisme de la tradició nord-americana: «La senyoreta Goldman és una comunista; jo soc una individualista. Ella desitja destruir el dret de propietat, jo desitjo de fer-lo valer. Jo faig la guerra contra el privilegi i l'autoritat, de manera que el dret de propietat, el dret real del que és propi de la persona, és aniquilat. Ella creu que la cooperació substituirà completament la competència; sostinc que la competència d'una manera o altra sempre existirà, i que és altament desitjable que així sigui. Però si ella o jo tenim raó, o totes dues estem equivocades, d'una cosa estic segura; l'esperit que anima Emma Goldman és l'únic que emancipa l'esclau de la seva esclavitud, el tirà de la seva tirania - l'esperit que està disposat a atrevir-se i a patir».
Malgrat que en alguns textos posteriors el rebutjarà, va preferir sostenir el que s'anomena anarquisme sense adjectius. No és clar si això va significar un acostament a l'anarcocomunisme, com van sostenir Emma Goldman i Rudolf Rocker, tesi rebutjada per Paul Avrich. Segons les pròpies paraules de Voltairine «No ho sóc ara, i mai he estat una comunista».
De Cleyre creia que ni l'anarcoindividualisme ni l'anarcocomunisme podien mantenir igual llibertat, així que va dir «sóc una anarquista, simplement, sense etiquetes econòmiques adjuntes».
A Anarchism va escriure el 1901 que: «El meu ideal seria una condició en què tots els recursos naturals estiguessin per sempre lliures per a tothom, i el treballador individualment pogués produir per a si mateix suficient per a totes les seves necessitats vitals, si així ho decidís, de manera que no necessités governar la seva feina o no hagués de treballar pels seus companys. Crec que aquest moment pot venir, però només serà a través del desenvolupament dels modes de producció i de la decisió de la gent. Mentrestant cridarem amb una sola veu per la llibertat d'intentar-ho».
El seu assaig Sex Slavery (L'esclavitud sexual), publicat pòstumament el 1914, constitueix una condemna a les idees de bellesa femenina que animen les dones a deformar el cos i a pràctiques de socialització infantil que creen rols de gènere no naturals. El títol de l'assaig no es refereix a la prostitució, si bé aquest tema també hi és tractat, sinó sobretot a les lleis sobre el matrimoni que «permeten als homes violar les seves esposes sense conseqüències».Aquestes lleis fan «que tota dona casada sigui el que és, una esclava feta, que pren el nom del seu amo, el pa del seu amo, les ordres del seu amo i serveixi per a les passions del seu amo».